# Reuss-Selbitz
Reuss-Selbitz of Reuss-Lobenstein-Selbitz was een tak van de jongere linie van het huis Reuss die bestond van 1718 tot 1824 maar pas in 1805 landsheerlijkheid verkreeg.

## Geschiedenis
De tak Reuss-Selbitz ontstond doordat Hendrik XXVI (1681-1730), vijfde zoon van graaf Hendrik III van Reuss-Lobenstein (regeerde 1671-1710) in 1715 trouwde met Juliane Rebekka von Tattenbach (1692-1739). Zij was de erfdochter van de helft van het ridderleen Selbitz, dat (net als de andere helft) een kasteel met een aantal hoeven omvatte. De boeren betaalden hun pacht rechtstreeks aan de ridder, maar die ridder bezat geen landsheerlijke rechten. Na het overlijden van zijn schoonvader, Gotthard Quintin von Tattenbach kwam Hendrik XXVI in 1718 in bezit van diens helft van het ridderleen Selbitz.
Hendrik XXVI werd in 1730 opgevolgd door zijn oudste zoon, Hendrik XI en na diens dood in 1745 door zijn broer Hendrik XIX. Deze verkocht in 1778 zijn helft van het ridderleen aan markgraaf Karel Alexander van Brandenburg, maar bleef in Selbitz wonen.
In 1805 stierf de tak Reuss-Lobenstein uit. Omdat Reuss-Selbitz was voortgekomen uit Reuss-Lobenstein was Hendrik XXI, broer van de voornoemde Hendrik XI en Hendrik XIX, erfgenaam. Gezien zijn leeftijd, hij was op dat moment 85(!) jaar, gaf hij de erfenis door aan zijn neef Hendrik LIV. Die werd de nieuwe graaf (en in 1806 vorst) van Lobenstein. Hierdoor kwam de tak Reuss-Selbitz in bezit van landsheerlijke rechten.
Hendrik LIV stierf in 1824 zonder nakomelingen, waardoor de tak Reuss-Selbitz uitstierf. Reuss-Lobenstein kwam aan Hendrik LXXII van Reuss-Ebersdorf en werd verenigd tot Reuss-Lobenstein-Ebersdorf.

## Stamboom
```
                               
Hendrik III van Reuss-Lobenstein

                               *1648
                               1671 hr van Lobenstein
                               1673 graaf van Lobenstein
                               d 1710
                               ____________|__________________
                               
Hendrik XXVI van Reuss-Selbitz

                               *1681
                               1718 Selbitz
                               d 1730
_______________________________________|___________________

Hendrik XI
     
Hendrik XIX
     
Hendrik XXI
     
Hendrik XXV

*1715          *1720           *1721           *1724
1730 Selbitz   1745-1778       d 1807          d 1801
d 1745         Selbitz
               d 1783
                                               ____|_______
                                               
Hendrik LIV

                                               * 1767
                                               1805 graaf van
                                               Reuss-Lobenstein
                                               1806 vorst van
                                               Reuss-Lobenstein
                                               d 1824
```

Zie Huis Reuss voor een uitleg over de nummering van de vorsten.